# Чарансанитвонг
Чарансанитвонг (тайск. จรัญสนิทวงศ์) — железнодорожная платформа, расположенная в Бангкоке в районе Бангкок Ной на пересечении с одноимённой улицей. Управляется компанией «Государственные железные дороги Таиланда».